# 버드 기어리
버드 기어리(Bud Geary, 1898년 2월 15일 ~ 1946년 2월 22일)는 미국의 배우, 영화배우이다.

## 영화
- 퍼플 몬스터 스트라이크 (1945년)
- 일곱 번째 희생자 (1943년)
- 바탄 (1943년)
- 5개의 무덤 (1943년)
- 쉽 아호이 (1942년)
- 프라이오러티스 온 퍼레이드 (1942년)
- 마이 페이버릿 스파이 (1942년)
- 캣 피플 (1942년)
- 딕 트레이시 대 범죄 주식회사 (1941년)
- 캡틴 마블의 모험 (1941년)
- 바보의 기쁨 (1939년)
- 딕 트레이시스 G-멘 (1939년)
- 조로 파이팅 리전 (1939년)
- 스파이더스 웹 (1938년)
- 키드 갈라드 (1937년)
- 프라이빗 넘버 (1936년)
- 트레일 오브 더 론섬 파인 (1936년)
- 상어섬의 죄수 (1936년)
- 제너럴 스팬키 (1936년)
- 꼬마 반항아 (1935년)
- 베이이 테이크 어 보우 (1934년)
- 스윗 애더라인 (1934년)
- 고잉 헐리우드 (1933년)
- 브론디 오브 더 폴리스 (1932년)
- 플레잉 하이 (1931년)
- 리칭 포 더 문 (1930년)
- 마담 사탄 (1930년)